# Йоганн Арнольд Нерінг
Йоганн Арнольд Нерінг (нім. Johann Arnold Nering; 13 січня 1659, Везель — 21 жовтня 1695, Берлін) — був німецьким архітектором бароко на службі в Бранденбургу-Пруссії.

## Життєпис
Народився у Везелі в сім'ї юриста і бургомістра міста Лоуренса Нерінга і Сузанни Кнобб. У 1676 році отримав стипендію від бранденбурзького курфюрста Фрідріха Вільгельма на навчання будівництва фортечних споруд. Роком пізніше в 1677-1679 роках на кошти курфюрста Нерінг здійснив поїздку в Італію, де познайомився з найбільшими архітектурними пам'ятками того часу.
1678 року Нерінг був зарахований на інженерну службу в Бранденбурзі. В цей же час він працював з Міхаелем Маттіасом Смідсом, голландцем на бранденбурзькій службі, над проектом Міського палацу в Берліні (зокрема - алебастровий зал нім. Alabastersaal
Уже в 1682 році архітектор брав участь в будівництві Кепенікського палацу, де спроектував головні ворота, палацову капелу (1682 — 1685) і галерею.
Курфюрст Фрідріх Вільгельм (1620 - 1688) призначив 1684 року Нерінга обер-інженером, а в 1685 році - інженер-оберстом в Генеральному штабі. У 1688 — 1695 роках. аж до своєї смерті був членом будівельної комісії (з питань планування та будівництва міських будинків і ін.). У 1691 р стає Головним будівельним директором (нім. Oberbaudirektor).
Дружина курфюрста Фрідріха III Софія Шарлотта доручила Нерінгу побудувати недалеко від села Літц (звідси і перша назва палацу — Літценбург) на Шпрее літній палац, названий згодом «Замок Шарлоттенбург». Неринг звів невелику двоповерхову будівлю з одинадцятьма вікнами, зверненими на північ в сад, який виступає овальним залом, увінчаним куполом. Надалі палац багато разів перебудовувався, поки не отримав свій нинішній вигляд.
Іменем архітектора у 1892 році була названа вулиця недалеко від Шарлоттенбургского палацу.

## Основні роботи
- 1679 - 1681:
  - палац Оранієнбург (продовжив будівництво після смерті архітектора Йоганна Грегора Мемхардта ),
  - Міський палац в Потсдамі (брав участь в розробці проекту)
- 1681 - 1685 Алебастровий зал в Берлінському міському палаці
- 1682 - 1685 Палацова капела в Копеніку
- 1683 Ворота в Лейпцигу
- 1685 Проект Померанцевого будиночку в Люстгартене
- 1687:
  - Аркада моста Мюлендаммбрюкке ( нім. Muhlendammbrucke в Берліні
  - Флігель бібліотеки в Люстгартені
  - Проект Бургкірхи в Кенігсберзі (не збереглася)
- 1687 - 1688 Завершення будівництва курфюрстського маршала Шведта Нойера
- 1688:
  - Палац фельдмаршала Дёрфлінгера
  - Проект оформлення траурній церемонії похорону Фрідріха Вільгельма
- 1689 Палац кронпринців
- 1690 Мисливський будиночок (Берлін)
- 1691 - 1693 Палац Шенхаузен (перебудова)
- 1692 - 1694 Довгий міст в Берліні
- 1693 Проект палацу Фрідріхсхоф (Гросс-Гольштейн) під Кенігсбергом
- 1694 - 1695 Палац Розенфельд для Бенджаміна Рауля (палац Фрідріхсфельде)
- 1695 Проект Замку Шарлоттенбургу

## Галерея

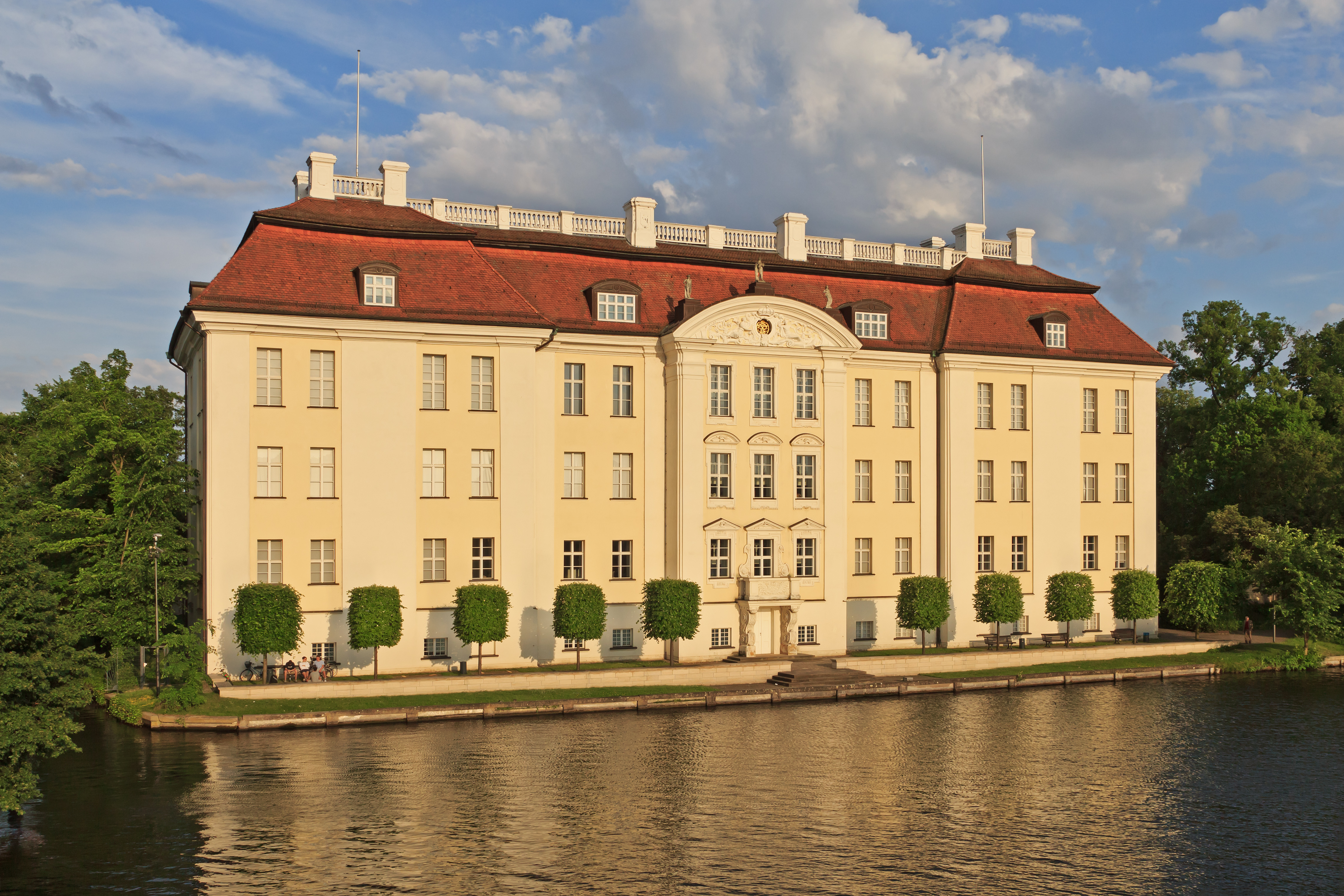
Палац Кьопенік
Палац Шарлоттенбург
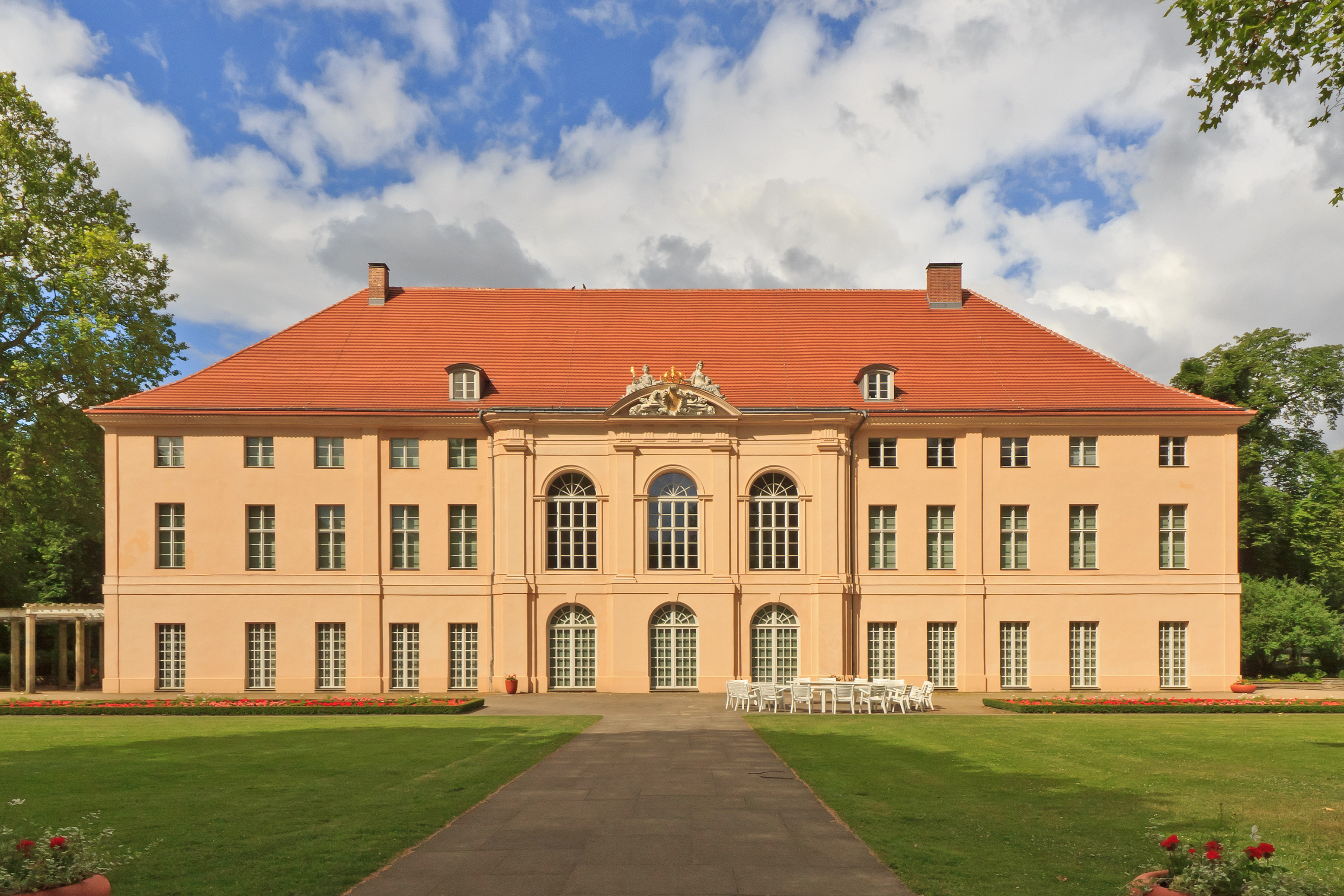
Палац Шонхаузен